# Giải bóng đá vô địch quốc gia Tajikistan 2016
Giải bóng đá vô địch quốc gia Tajikistan 2016 là mùa giải thứ 25 của Giải bóng đá vô địch quốc gia Tajikistan, giải bóng đá cao nhất của Liên đoàn bóng đá Tajikistan. FC Istiklol là đương kim vô địch, khi giành chức vô địch mùa giải trước.

## Đội bóng
Trước khi mùa giải 2016 khởi tranh, Khosilot Farkhor thăng hạng, ngày 25 tháng 3 năm 2016, Liên đoàn bóng đá Tajikistan thông báo rằng Daleron-Uroteppa đã bỏ giải vì vấn đề tài chính.

| Đội bóng                | Địa điểm     | Địa điểm                            | Sức chứa |
| ----------------------- | ------------ | ----------------------------------- | -------- |
| Barki Tajik             | Dushanbe     | Sân vận động Central Republican     | 24.000   |
| CSKA Pomir Dushanbe     | Dushanbe     | Sân vận động CSKA                   | 7.000    |
| Istiklol                | Dushanbe     | Sân vận động Central Republican     | 24.000   |
| Khayr Vahdat            | Vahdat       |                                     |          |
| Khosilot Farkhor        | Farkhar      | Sân vận động Trung tâm              |          |
| Khujand                 | Khujand      | Sân vận động 20-Letie Nezavisimosti | 20.000   |
| Parvoz Bobojon Ghafurov | Ghafurov     | Sân vận động Furudgoh               | 5.000    |
| Ravshan                 | Kulob        | Sân vận động Trung tâm Kulob        | 20.000   |
| Regar-TadAZ             | Tursunzoda   | Sân vận động Metallurg 1st District | 20.000   |
| Vakhsh                  | Qurghonteppa | Sân vận động Tsentralnyi            | 10.000   |

## Bảng xếp hạng
| VT | Đội                 | ST | T  | H | B  | BT | BB | HS  | Đ  | Giành quyền tham dự hoặc xuống hạng |
| -- | ------------------- | -- | -- | - | -- | -- | -- | --- | -- | ----------------------------------- |
| 1  | Istiklol (C)        | 18 | 14 | 3 | 1  | 67 | 20 | +47 | 45 | Cúp AFC 2017                        |
| 2  | Khosilot Farkhor    | 18 | 11 | 4 | 3  | 40 | 16 | +24 | 37 | Cúp AFC 2017                        |
| 3  | Regar-TadAZ         | 18 | 10 | 2 | 6  | 36 | 23 | +13 | 32 |                                     |
| 4  | Barki Tajik         | 18 | 9  | 2 | 7  | 32 | 25 | +7  | 29 |                                     |
| 5  | Khayr Vahdat        | 18 | 8  | 5 | 5  | 29 | 25 | +4  | 29 |                                     |
| 6  | CSKA Pamir Dushanbe | 18 | 8  | 3 | 7  | 23 | 16 | +7  | 27 |                                     |
| 7  | Khujand             | 18 | 8  | 1 | 9  | 22 | 37 | −15 | 25 |                                     |
| 8  | Vakhsh              | 18 | 5  | 3 | 10 | 21 | 39 | −18 | 18 |                                     |
| 9  | Ravshan Kulob       | 18 | 2  | 3 | 13 | 17 | 50 | −33 | 9  |                                     |
| 10 | Parvoz              | 18 | 1  | 2 | 15 | 14 | 50 | −36 | 5  |                                     |

### Kết quả
| Nhà \ Khách[1]          | BTD | CPD | KVA | KHO | KJD  | IST | PBG | RAV | RZD | VAK |
| Barki Tajik             |     | 0–1 | 2–1 | 3–1 | 3–2  | 1–5 | 3–0 | 2–0 | 2–1 | 4–0 |
| CSKA Pamir              | 2–0 |     | 1–1 | 1–0 | 0–1  | 0–0 | 3–0 | 3–1 | 0–1 | 2–0 |
| Khayr Vahdat            | 1–0 | 0–0 |     | 0–0 | 4–1  | 0–0 | 3–0 | 4–0 | 0–1 | 1–0 |
| Khosilot Farkhor        | 2–2 | 2–1 | 6–0 |     | 1–0  | 1–1 | 1–0 | 4–0 | 4–0 | 3–2 |
| Khujand                 | 1–1 | 2–1 | 1–5 | 0–1 |      | 0–2 | 1–0 | 1–0 | 0–2 | 2–1 |
| Istiklol                | 4–2 | 2–1 | 4–1 | 2–1 | 10–1 |     | 8–2 | 7–1 | 3–1 | 6–3 |
| Parvoz Bobojon Ghafurov | 1–2 | 0–2 | 2–3 | 1–5 | 0–4  | 0–4 |     | 1–3 | 1–0 | 0–0 |
| Ravshan Kulob           | 0–5 | 1–2 | 1–3 | 0–2 | 2–3  | 2–1 | 3–3 |     | 1–1 | 1–2 |
| Regar-TadAZ             | 1–0 | 2–1 | 5–1 | 2–2 | 3–0  | 2–3 | 3–2 | 5–0 |     | 5–1 |
| Vakhsh Qurghonteppa     | 2–0 | 3–2 | 0–0 | 0–3 | 1–2  | 1–5 | 2–1 | 1–1 | 2–1 |     |

Cập nhật lần cuối: 14 tháng 11 năm 2016.
Nguồn: Soccerway
1 ^ Đội chủ nhà được liệt kê ở cột bên tay trái.
Màu sắc: Xanh = Chủ nhà thắng; Vàng = Hòa; Đỏ = Đội khách thắng.

## Thống kê mùa giải

### Ghi bàn
- Bàn thắng đầu tiên của mùa giải: Siyovush Asrorov cho Istiklol vào lưới Parvoz Bobojon Ghafurov (7 tháng 4 năm 2016)[2]

### Vua phá lưới
Tính đến Trận đấu diễn ra ngày 30 tháng 10 năm 2016
| Thứ hạng | Cầu thủ              | Câu lạc bộ                      | Bàn thắng |
| -------- | -------------------- | ------------------------------- | --------- |
| 1        | Manuchekhr Dzhalilov | Istiklol                        | 22        |
| 2        | Kamil Saidov         | Barki Tajik/Khosilot Farkhor    | 12        |
| 3        | Fatkhullo Fatkhuloev | Istiklol                        | 10        |
| 3        | Romish Jalilov       | Regar-TadAZ                     | 10        |
| 5        | Jones Agbley         | Khayr Vahdat                    | 8         |
| 5        | Komron Tursunov      | Regar-TadAZ                     | 8         |
| 5        | Dilshod Bozorov      | Khujand                         | 8         |
| 5        | Akhtam Khamrakulov   | Vakhsh Qurghonteppa/Regar-TadAZ | 8         |
| 9        | Jahongir Aliev       | Istiklol                        | 7         |
| 9        | David Mawutor        | Istiklol                        | 7         |
| 9        | Nuriddin Khamrokul   | Barki Tajik                     | 7         |
| 9        | Navruz Rustamov      | Khosilot Farkhor                | 7         |

### Hat-trick
| Cầu thủ               | Đội bóng         | Đối thủ       | Kết quả | Ngày                 | Ref   |
| --------------------- | ---------------- | ------------- | ------- | -------------------- | ----- |
| Jones Agbley          | Khayr Vahdat     | Ravshan Kulob | 4-0     | 10 tháng 4 năm 2016  | [ 4 ] |
| Kamil Saidov5         | Khosilot Farkhor | Khayr Vahdat  | 6-0     | 14 tháng 8 năm 2016  | [ 5 ] |
| David Mawutor         | Istiklol         | Khujand       | 10-1    | 18 tháng 9 năm 2016  | [ 6 ] |
| Manuchekhr Dzhalilov  | Istiklol         | Khujand       | 10-1    | 18 tháng 9 năm 2016  | [ 6 ] |
| Amirdzhon Safarov     | Barki Tajik      | Vakhsh        | 4-0     | 25 tháng 9 năm 2016  | [ 7 ] |
| Manuchekhr Dzhalilov5 | Istiklol         | Parvoz        | 8-2     | 10 tháng 10 năm 2016 | [ 8 ] |

- 5 Cầu thủ ghi 5 bàn